# رشاش الحريق

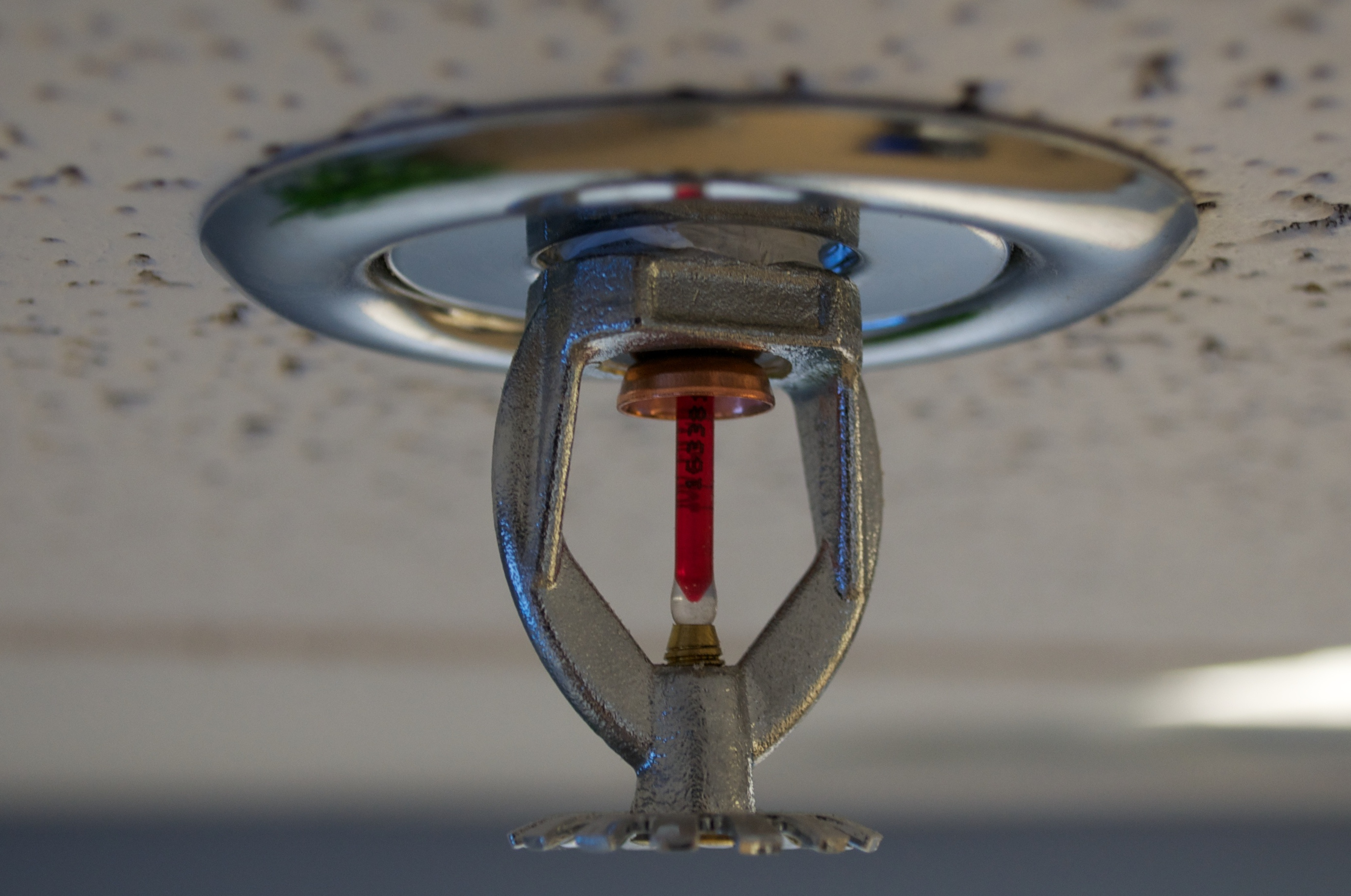
رشاش حريق مثبت على السقف

مرشات الحريق (رشاشات الحريق) أو رأس الرش هو أحد مكونات أنظمة مرشات الحريق (Fire Sprinklers Systems) الذي يقوم بتصريف المياه عند اكتشاف آثار الحريق، مثل تجاوز درجة الحرارة المحددة مسبقًا.
تُستخدم مرشات مكافحة الحرائق على نطاق واسع في جميع أنحاء العالم مع أكثر من 40 مليون رأس مرشات تُركب سنويًا.
في المباني المزوّدة بمرشات مكافحة الحرائق ذات التصميم الصحيح والمصانة جيدًا، نجحت مرشات الحريق وحدها في السيطرة على أكثر من 99٪ من الحرائق.

## أنواع رشاشات الحريق
هناك عدة أنواع من الرشاشات:
- رشاش سريع الاستجابة ( Quick Response Sprinklers)
- رشاشات ذات استجابة قياسية ( Standard response sprinkles )
- تطبيق خاص بوضع التحكم
- سكني
- مرشات الاستجابة السريعة للإخماد المبكر (ESFR)